# Ponticola ratan
Ponticola ratan és una espècie de peix de la família dels gòbids i de l'ordre dels cipriniformes que es troba a la mar Negra, Mar Càspia i Mar d'Azov.